# Economic Vulnerability Index
EVI är en förkortning av eng. Economic Vulnerability Index. Det är ett statistiskt verktyg för mätning av en stats utveckling. Det betyder (fritt översatt) "index för ekonomisk sårbarhet" och baseras i huvudsak på:
- Hur stor del av handeln som utgörs av exportindustri.
- Om staten bedriver någon särskilt känslig exportindustri där till exempel efterfrågan kan ändras snabbt.
- Om staten har en stabilt producerande jordbruksindustri.
- Hur stor andel av BNP som utgörs av tillverkningsindustri och hur många invånare som är sysselsatta därmed.